# ريكي ديفيس (لاعب كرة قدم أمريكية)
ريكي ديفيس (بالإنجليزية: Ricky Davis)‏ هو لاعب كرة قدم أمريكية أمريكي، ولد في 18 مايو 1953 في برمنغهام في الولايات المتحدة.

## وصلات خارجية
- ريكي ديفيس على موقع مرجع كرة القدم المحترفة.كوم (الإنجليزية)